# 1969年アメリカグランプリ
1969年アメリカグランプリ (1969 United States Grand Prix) は、1969年のF1世界選手権第10戦として、1969年10月5日にワトキンズ・グレン・グランプリレースコースで開催された。
レースは108周で行われ、ロータスのヨッヘン・リントがポール・トゥ・ウィンを達成した。フランク・ウィリアムズ・レーシングカーズでブラバムを駆るピアス・カレッジが2位、BRMのジョン・サーティースが3位となった。

## レース概要
ヨッヘン・リントは、新チャンピオンで親友のジャッキー・スチュワートとのレース前半のバトルを制し、オーストリア人によるF1初勝利を成し遂げた。ピアス・カレッジは、フランク・ウィリアムズ率いるフランク・ウィリアムズ・レーシングカーズからブラバムを走らせ、ワークス勢のジャック・ブラバムとジャッキー・イクスを退け、2位でフィニッシュした。ジョン・サーティースはワトキンズ・グレンで2年連続の3位となったが、今回はBRMでのものだった。

## 背景
2週間前に前戦カナダGPを終えた後、全てのチームはカナダからワトキンズ・グレンに移動したが、何人かのドライバーは翌週に行われるCan-Amレースのためにミシガン州に移動した。

F1デビューから4年で5勝を挙げた後、ジャッキー・スチュワートは前半の6戦のうち5勝を挙げ、残り3戦で各チームが北米大陸に来た時、既に彼が初のドライバーズチャンピオンを獲得していた。
一方、ヨッヘン・リントはF1初勝利とロータスでの初勝利を狙っていたが、成功しなかった。彼は4回のポールポジションを得て、9戦のうち5戦でリードし、直近2戦のイタリアGPとカナダGPで続けて表彰台を獲得した。

## エントリー
ロータスは、前年度王者のグラハム・ヒルとヨッヘン・リントが49Bを走らせ、今季3回目のF1参戦となる地元出身のマリオ・アンドレッティが四輪駆動車の63を走らせる。BRMは、ジョージ・イートンが3人目のドライバーとしてスポット参戦する。フェラーリは前戦カナダGPに引き続き、ルイジ・キネッティ率いるフェラーリの北米代理店「ノースアメリカン・レーシングチーム(NART)」からの参戦で、ペドロ・ロドリゲスが312を走らせる。

### エントリーリスト
| チーム                                                      | No. | ドライバー                     | コンストラクター | シャシー | エンジン                         | タイヤ |
| ----------------------------------------------------------- | --- | ------------------------------ | ---------------- | -------- | -------------------------------- | ------ |
| ゴールドリーフ・チーム・ロータス                            | 1   | グラハム・ヒル                 | ロータス         | 49B      | フォード・コスワース DFV 3.0L V8 | F      |
| ゴールドリーフ・チーム・ロータス                            | 2   | ヨッヘン・リント               | ロータス         | 49B      | フォード・コスワース DFV 3.0L V8 | F      |
| ゴールドリーフ・チーム・ロータス                            | 9   | マリオ・アンドレッティ         | ロータス         | 63       | フォード・コスワース DFV 3.0L V8 | F      |
| マトラ・インターナショナル                                  | 3   | ジャッキー・スチュワート       | マトラ           | MS80     | フォード・コスワース DFV 3.0L V8 | D      |
| マトラ・インターナショナル                                  | 4   | ジャン＝ピエール・ベルトワーズ | マトラ           | MS80     | フォード・コスワース DFV 3.0L V8 | D      |
| マトラ・インターナショナル                                  | 16  | ジョニー・セルボ＝ギャバン     | マトラ           | MS84     | フォード・コスワース DFV 3.0L V8 | D      |
| ブルース・マクラーレン・モーターレーシング                  | 5   | デニス・ハルム                 | マクラーレン     | M7A      | フォード・コスワース DFV 3.0L V8 | G      |
| ブルース・マクラーレン・モーターレーシング                  | 6   | ブルース・マクラーレン         | マクラーレン     | M7C      | フォード・コスワース DFV 3.0L V8 | G      |
| モーターレーシング・ディベロップメンツ・リミテッド          | 7   | ジャッキー・イクス             | ブラバム         | BT26A    | フォード・コスワース DFV 3.0L V8 | G      |
| モーターレーシング・ディベロップメンツ・リミテッド          | 8   | ジャック・ブラバム             | ブラバム         | BT26A    | フォード・コスワース DFV 3.0L V8 | G      |
| ロブ・ウォーカー/ジャック・ダーラッシャー・レーシングチーム | 10  | ジョー・シフェール             | ロータス         | 49B      | フォード・コスワース DFV 3.0L V8 | F      |
| ノースアメリカン・レーシングチーム                          | 11  | クリス・エイモン 1             | フェラーリ       | 312B     | フェラーリ 3.0L F12              | F      |
| ノースアメリカン・レーシングチーム                          | 12  | ペドロ・ロドリゲス             | フェラーリ       | 312/69   | フェラーリ 255C 3.0L V12         | F      |
| オーウェン・レーシング・オーガニゼーション                  | 14  | ジョン・サーティース           | BRM              | P139     | BRM P142 3.0L V12                | D      |
| オーウェン・レーシング・オーガニゼーション                  | 15  | ジャッキー・オリバー           | BRM              | P139     | BRM P142 3.0L V12                | D      |
| オーウェン・レーシング・オーガニゼーション                  | 22  | ジョージ・イートン             | BRM              | P138     | BRM P142 3.0L V12                | D      |
| フランク・ウィリアムズ・レーシングカーズ                    | 18  | ピアス・カレッジ               | ブラバム         | BT26A    | フォード・コスワース DFV 3.0L V8 | D      |
| シルビオ・モーザー・レーシングチーム                        | 19  | シルビオ・モーザー             | ブラバム         | BT24     | フォード・コスワース DFV 3.0L V8 | G      |
| ピート・ラブリー・フォルクスワーゲン・インク                | 21  | ピート・ラブリー               | ロータス         | 49B      | フォード・コスワース DFV 3.0L V8 | F      |
| ソース:                                                     |     |                                |                  |          |                                  |        |

追記
- ^1 - マシンが準備できず[7]

## 予選
金曜日の予選初日は雨で路面が濡れていたため事実上意味がなかったが、四輪駆動車のマトラ・MS84やロータス・63は雨の中でもほとんど、あるいは全く有利にならなかったため、その概念はこの時点で棚上げにされた。
土曜日は路面が乾き、ヨッヘン・リントはセッション終了までの15分間でデニス・ハルムを0.03秒差で破り、今季5回目のポールポジションを獲得した。新チャンピオンのジャッキー・スチュワートは3番手で、グラハム・ヒルと並んで2列目、ジョー・シフェールとブルース・マクラーレンが3列目を占めた。

### 予選結果
| 順位    | No. | ドライバー                     | コンストラクター      | タイム  | 差    | グリッド |
| ------- | --- | ------------------------------ | --------------------- | ------- | ----- | -------- |
| 1       | 2   | ヨッヘン・リント               | ロータス-フォード     | 1:03.62 | -     | 1        |
| 2       | 5   | デニス・ハルム                 | マクラーレン-フォード | 1:03.65 | +0.03 | 2        |
| 3       | 3   | ジャッキー・スチュワート       | マトラ-フォード       | 1:03.77 | +0.15 | 3        |
| 4       | 1   | グラハム・ヒル                 | ロータス-フォード     | 1:04.05 | +0.43 | 4        |
| 5       | 10  | ジョー・シフェール             | ロータス-フォード     | 1:04.06 | +0.44 | 5        |
| 6       | 6   | ブルース・マクラーレン         | マクラーレン-フォード | 1:04.22 | +0.60 | 6        |
| 7       | 4   | ジャン＝ピエール・ベルトワーズ | マトラ-フォード       | 1:04.29 | +0.67 | 7        |
| 8       | 7   | ジャッキー・イクス             | ブラバム-フォード     | 1:04.32 | +0.70 | 8        |
| 9       | 18  | ピアス・カレッジ               | ブラバム-フォード     | 1:04.58 | +0.96 | 9        |
| 10      | 8   | ジャック・ブラバム             | ブラバム-フォード     | 1:04.80 | +1.18 | 10       |
| 11      | 14  | ジョン・サーティース           | BRM                   | 1:05.06 | +1.44 | 11       |
| 12      | 12  | ペドロ・ロドリゲス             | フェラーリ            | 1:05.94 | +2.32 | 12       |
| 13      | 9   | マリオ・アンドレッティ         | ロータス-フォード     | 1:06.52 | +2.90 | 13       |
| 14      | 15  | ジャッキー・オリバー           | BRM                   | 1:06.55 | +2.93 | 14       |
| 15      | 16  | ジョニー・セルボ＝ギャバン     | マトラ-フォード       | 1:07.13 | +3.51 | 15       |
| 16      | 21  | ピート・ラブリー               | ロータス-フォード     | 1:07.55 | +3.93 | 16       |
| 17      | 19  | シルビオ・モーザー             | ブラバム-フォード     | 1:08.20 | +4.58 | 17       |
| 18      | 22  | ジョージ・イートン             | BRM                   | 1:11.27 | +7.65 | 17       |
| ソース: |     |                                |                       |         |       |          |

## 決勝
日曜日は10万人以上の観客が集まった。6番グリッドからスタートするブルース・マクラーレンは、スタート前のレコノサンスラップでマシントラブルが発生し、決勝の出走を断念せざるを得なかった。
ヨッヘン・リントはスタートで首位に立ったが、デニス・ハルムは曲がったリアリンケージに苦しみ、ジャッキー・スチュワートとグラハム・ヒルに抜かれた。マリオ・アンドレッティは13番グリッドから前進し、ジャック・ブラバムがハルムを避けるために減速すると、アンドレッティとブラバムは後輪を接触させ、アンドレッティは横に押し出された。アンドレッティは3周走り続けたが、サスペンションが曲がってリタイアした。1周目を終えると、リント、スチュワート、ヒル、ジョー・シフェール、ジャン＝ピエール・ベルトワーズ、ピアス・カレッジ、ジャッキー・イクスの順になった。

シーズン中に何度もあったように、リントとスチュワートはすぐに他のドライバーから離れていった。12周目にリントは横に大きく膨らんでしまい、スチュワートの先行を許した。しかし、マトラのDFVエンジンは十分に力を発揮できず、スチュワートにできることは、後方から左右に揺さぶりをかけるリントを抑え込むことだけであった。リントは21周目のストレートでスチュワートを抜き、最終的にスチュワートは後退していった。

33周目にスチュワートのエンジンから白煙が上がり、続いて油圧も落ちたため36周目にピットへ戻ってリタイアした。リントは3台のブラバム車をリードし、プライベートチームのウィリアムズからブラバムを走らせるカレッジがイクスとブラバムのワークス勢を37秒リードする。62周目にブラバムがイクスに追いつき、カレッジに迫る。ブラバムは何度かカレッジに並んだが、オーバーテイクには至らなかった。イクスは78周目に油圧が急激に低下してマシンをコース脇に止め、三つ巴のバトルから脱落した。
リントはカレッジとブラバムに対して十分なリードをキープすることに満足し、彼が以前にリードしつつも勝利を失ったことを考えないようにした。一方、チームメイトのヒルはレース中盤で6位を走行していたが、88周目にオイルのパッチに乗ってスピンし、コースを飛び出してしまった。このスピンの際に彼のシートベルトが外れた。ヒルはマシンを降りてプッシュスタートしたが、シートベルトを締め直すことができなかった。彼のコース外での行動により後輪がパンクしてしまい、ピットへタイヤ交換の準備を合図した。しかし、ヒルがピットインする前にストレートでタイヤがバーストしてしまい、ホイールは土手へ流れていった。ヒルはマシンから投げ出され、両足を複雑骨折する重症を負った。その後、チームスタッフから妻に伝えるメッセージはあるかどうか尋ねられ、ヒルは「2週間はダンスをしないと彼女に伝えてくれ」と答えた。この事故はサーキットに近いペンシルベニア州モントローズ在住のジョン・ムーア、ケビン・ヒバードの15歳の少年2人によって目撃された。彼らの目撃証言によると、「あの事故は取り返しがつかないように見えた。私達は彼が確実に死んだと思った。」と述べた。この年チームメイトのリントが速さを見せたことにより影の薄い存在になりつつあったヒルだったが、この事故により彼のチーム・ロータスでのレースは最後となった。
ブラバムは燃料が不足してエンジンがスパッタリングし始めたため、カレッジへの追走を断念しなければならず、93周目にピットインせざるを得なかった。これでジョン・サーティースが3位に浮上した。リントはカレッジに46秒差を付け、F1デビューから50戦目にして待望の初勝利を挙げた。優勝したリントは「ただ1度この車が1番になっただけだが、これは私が失った他のすべてを補った。」と語った。再びアメリカGPは記録的な賞金を提供し、勝者に贈られる50,000ドルを含め、合計206,000ドルであった。リントの親友であるカレッジは、モナコGPに次ぐ今季2度目の2位に食い込む大健闘であった。

### レース結果
| 順位    | No. | ドライバー                     | コンストラクター      | 周回数 | タイム/リタイア原因 | グリッド | ポイント |
| ------- | --- | ------------------------------ | --------------------- | ------ | ------------------- | -------- | -------- |
| 1       | 2   | ヨッヘン・リント               | ロータス-フォード     | 108    | 1:57:56.84          | 1        | 9        |
| 2       | 18  | ピアス・カレッジ               | ブラバム-フォード     | 108    | +46.99              | 9        | 6        |
| 3       | 14  | ジョン・サーティース           | BRM                   | 106    | +2 Laps             | 11       | 4        |
| 4       | 8   | ジャック・ブラバム             | ブラバム-フォード     | 106    | +2 Laps             | 10       | 3        |
| 5       | 12  | ペドロ・ロドリゲス             | フェラーリ            | 101    | +7 Laps             | 12       | 2        |
| 6       | 19  | シルビオ・モーザー             | ブラバム-フォード     | 98     | +10 Laps            | 17       | 1        |
| NC      | 16  | ジョニー・セルボ＝ギャバン     | マトラ-フォード       | 92     | 規定周回数不足      | 15       |          |
| Ret     | 1   | グラハム・ヒル                 | ロータス-フォード     | 90     | アクシデント        | 4        |          |
| Ret     | 7   | ジャッキー・イクス             | ブラバム-フォード     | 77     | エンジン            | 8        |          |
| Ret     | 22  | ジョージ・イートン             | BRM                   | 76     | エンジン            | 18       |          |
| Ret     | 4   | ジャン＝ピエール・ベルトワーズ | マトラ-フォード       | 72     | エンジン            | 7        |          |
| Ret     | 5   | デニス・ハルム                 | マクラーレン-フォード | 52     | ギアボックス        | 2        |          |
| Ret     | 3   | ジャッキー・スチュワート       | マトラ-フォード       | 35     | エンジン            | 3        |          |
| Ret     | 21  | ピート・ラブリー               | ロータス-フォード     | 25     | ハーフシャフト      | 16       |          |
| Ret     | 15  | ジャッキー・オリバー           | BRM                   | 23     | エンジン            | 14       |          |
| Ret     | 10  | ジョー・シフェール             | ロータス-フォード     | 3      | 燃料システム        | 5        |          |
| Ret     | 9   | マリオ・アンドレッティ         | ロータス-フォード     | 3      | サスペンション      | 13       |          |
| DNS     | 6   | ブルース・マクラーレン         | マクラーレン-フォード |        | エンジン            | 6        |          |
| ソース: |     |                                |                       |        |                     |          |          |

ファステストラップ
- ヨッヘン・リント - 1:04.34（69周目）

ラップリーダー
太字は最多ラップリーダー
- ヨッヘン・リント - 99周 (Lap 1-11, 21-108)
- ジャッキー・スチュワート - 9周 (Lap 12-20)

## 第10戦終了時点のランキング
|         | 順位 | ドライバー               | ポイント |
| ------- | ---- | ------------------------ | -------- |
|         | 1    | ジャッキー・スチュワート | 60       |
|         | 2    | ジャッキー・イクス       | 31       |
|         | 3    | ブルース・マクラーレン   | 26       |
| 3       | 4    | ヨッヘン・リント         | 22       |
| 1       | 5    | グラハム・ヒル           | 19       |
| ソース: |      |                          |          |

|         | 順位 | コンストラクター      | ポイント |
| ------- | ---- | --------------------- | -------- |
|         | 1    | マトラ-フォード       | 63       |
| 1       | 2    | ロータス-フォード     | 47       |
| 1       | 3    | ブラバム-フォード     | 45       |
|         | 4    | マクラーレン-フォード | 29 (31)  |
|         | 5    | フェラーリ            | 7        |
| ソース: |      |                       |          |

- 注:  トップ5のみ表示。前半6戦のうちベスト5戦及び後半5戦のうちベスト4戦がカウントされる。ポイントは有効ポイント、括弧内は総獲得ポイント。